# Luthers psalmer

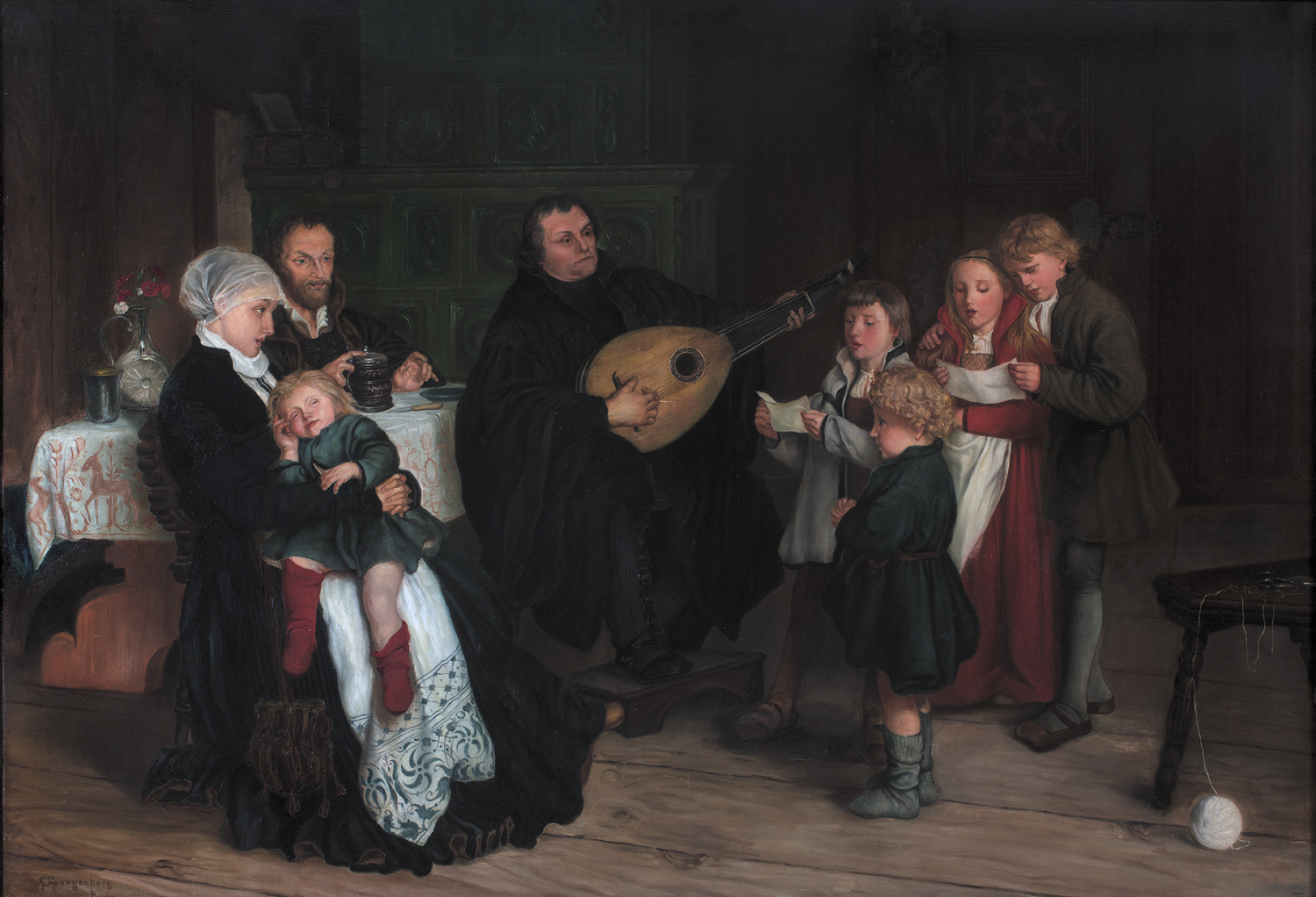
Luther musicerar tillsammans med sin familj. Oljemålning av Gustav Spangenberg cirka 1875.

Luthers psalmer spelade en viktig roll i utbredningen av den evangeliska  tron och många av dem har använts också i senare psalmböcker i lutherska kyrkor.

## Psalmer för gudstjänsterna
Vid reformationen stod Martin Luther inför den praktiska utmaningen att förse församlingarna med ett gudstjänstliv i enlighet med den nyfunna tron. Han tog sig verket an bland annat genom att skriva psalmer, vilket skedde på folkspråk, i detta fall tyska. Psalmerna blev ett sätt att förmedla evangeliet. Även om församlingssång på folkspråk förekommit i någon mån under medeltiden hade det varit vanligare med körsång, ofta till latinska texter. Det var först med reformationen som allsång småningom började dominera musiklivet i gudstjänsten (en reform som länge gick trögt), och nu alltid på folkspråk. Luther vinnlade sig om tillräckligt enkla melodier som folket kunde lära sig.
Att den evangeliska läran bars på musikens vingar var något som också reformationens fiender vittnade om. "Folk sjunger sig själva in i de nya lärorna", konstaterade en och en annan beklagade sig över att "Luthers sånger har lett fler själar i fördärvet än alla hans böcker och tal".
Sammanlagt skrev Luther 42 psalmer (tre liturgiska sånger ej medräknade), därav över 20 inom loppet av ett år (1523-24). En del utgick från psaltarpsalmer (det judiska folkets och Jesu psalmbok), andra var översättningar av äldre latinska psalmer, en del var korta folkvisor som reviderades och utökades med fler verser, flera skrevs som pedagogiska hjälpmedel för att lära ut kristen tro och liv — material och motiv var mångahanda.
Luther ägde en ovanlig talang både poetiskt och musikaliskt. Han skrev musiken till många av sina psalmer själv, och hans litterära stil har lovordats av klassiska skalder som Coleridge, Heine och Carlyle.

## Texterna
Ämnesregistret i Luthers psalmer är tämligen brett, men frälsningen av nåd i Kristus intar den främsta platsen. Luthers budskap sammanfattas i en rad ur Vår Gud är oss en väldig borg, som ordagrant översatt lyder så: "han hjälper oss ur all nöd, som oss nu har drabbat". Uttryck som hjälp och nöd återkommer i ungefär en tredjedel av Luthers psalmer. Han hade en skarp blick för lidandet i världen men han framhåller samtidigt en existentiell hjälp mitt i livet, här och nu, genom Kristus.
Reformationen hade avskaffat skärselden och de klagande själamässorna. Med sina psalmer ville han skänka tröst, vila och glädje genom syndernas förlåtelse och hoppet om uppståndelse. Psalmerna är inriktade på att stärka tron och väcka sann överlåtelse.

## Andlig kontra världslig musik

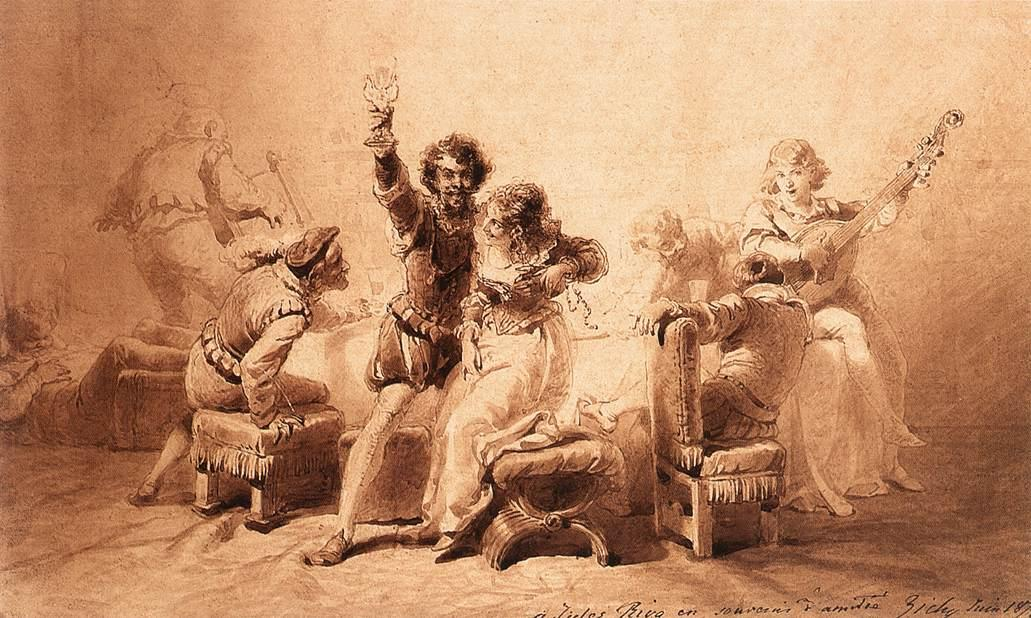
En vanlig uppfattning är att Luther skulle ha tagit musik från krogmiljö och försett den med kristna texter. Detta är en myt. I verkligheten undvek han sådant som förknippades med världsliga nöjen och ansåg att musiken hade ett budskap som bör stå i samklang med texten.

Det har varit en vitt spridd uppfattning att Luther inte gjorde desto större skillnad på andlig och världslig musik, utan såg texterna som det budskapsbärande. Som en följd av detta skulle han ha övertagit världsliga sånger och försett dem med andligt innehåll. Robert Harrell avvisar denna uppfattning och hävdar att ingen av Luthers melodier kan härledas till någon dryckessång. Musikhistorikern Paul Nettle framhåller att Luther generades av att höra samma melodi som i sin psalm Av himlens höjd ljuda från krogar och dansplatser, varför han ändrade melodin. Lutherexperten Markus Jenny beskriver händelsen som ”ett klassiskt exempel på hur en kontrafakt misslyckas.”
Bland annat Leonard Payton har antagit att föreställningen att Luther skulle ha lånat melodier från dryckesvisor kan ha uppkommit genom den tyska musiktermen bar eller barform som syftar på versernas uppbyggnad. Kontrafakta användes dock flitigt i psalmdiktning vid denna tid.
Paul S. Jones har i detta sammanhang noterat att citatet ”varför skall djävulen ha all god musik?,” som ibland tillskrivs Luther (och senare blivit titeln på en rocklåt av Larry Norman), knappast yttrats av honom men däremot av en engelsk präst vid namn Rowland Hill (1744–1833) som skrev traditionella psalmer. Om Luther skulle ha sagt det vore det mest troligt att han syftat på påven, som han ibland kallade djävulen, och den Katolska kyrkan, vars musik han faktiskt utnyttjade.
Luther såg ett behov av samklang mellan text och melodi. När han översatte psalmer betonade han att "texten, noterna, accenten, melodin och likså hela det yttre uttrycket måste vara en genuin utväxt av den ursprungliga texten och dess anda." Han betraktade musiken i sig själv som antingen uppbygglig eller skadlig — den kan befordra självdisciplin genom att låta oss njuta av känslorna samtidigt som vi behåller kontrollen och den mentala friheten, eller jagets extatiska begär efter självtillfredsställelse, en distinktion som senare filosofer beskrivit med termerna apollonisk och dionysisk.

## Luthers psalmböcker

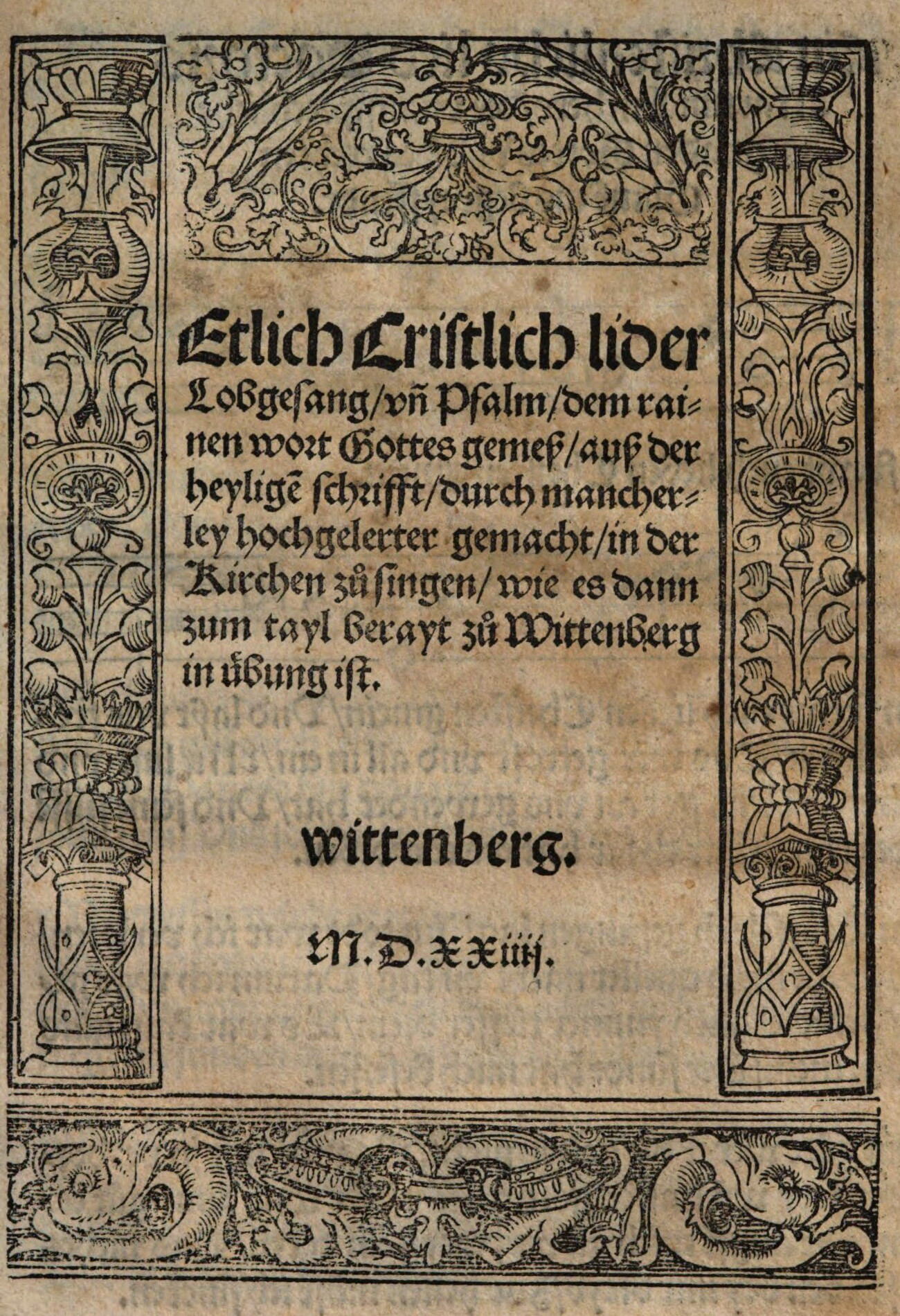
Den första samlingen där Luthers psalmer ingick, Achtliederbuch från 1524.

Luther utgav 1524 ett häfte med åtta psalmer, varav han själv skrivit fyra, ofta benämnt Achtliederbuch. Senare samma år utkom en utökad version, Erfurter Enchiridion, med 26 psalmer, av vilka Luther skrivit 18, och en annan, Geystliche Gesangk Buchleyn med 31 psalmer. Luther noterade med glädje att andra tagit upp psalmskrivandet med ännu större framgång och förbättrat hans psalmer, men konstaterade också att alla inte hade så stor talang. Med tiden började hans psalmer florera i olika, ofta mindre goda, versioner och tillsammans med nyskrivna psalmer som förväxlades med hans egna. Därför gav han ut en upplaga 1543 där han skrev ut namnen på psalmförfattarna. Tidigare hade han gjort en dygd av att skriva anonymt. I den sista upplagan före hans död, som utkom 1545, med 129 psalmer till 97 melodier, ingick 37 av hans egna psalmer.
De olika versionerna brukar särskiljas genom förläggarnas namn: efter Erfurter Enchiridion utgavs psalmböcker av Johann Walther (Geystliche Gesangk Buchleyn, 1525), Joseph Klug (Geistliche Lieder auff neue gehessert, 1529) och Valentin Babst (Geystliche Lieder. Mit einer newen Vorrhede, 1545).
Liksom tryckningen av Luthers Bibel fick vital betydelse för utbredningen av läskunnigheten i de protestantiska områdena kom masspridningen av de psalmer han och hans lärjungar skrivit att befordra den musikaliska talangen.

### Böckerna
- 1524 - Achtliederbuch
- 1524 - Erfurter Enchiridion
- 1524 - Geystliche Gesangk Buchleyn
- 1525 - Geystliche Gesangk Buchleyn
- 1529 - Geistliche Lieder auff neue gehessert
- 1543 - ?
- 1545 - Geystliche Lieder. Mit einer newen Vorrhede

## Spridning
Studenterna i Wittenberg, där Luther föreläste, tog psalmerna till sig och förde ut dem i Tyskland och till andra länder. Enligt ett dekret av Joachim I av Brandenburg var psalmerna förbjudna. Repertoaren var länge smal i kyrkorna och de kommande tvåhundra åren sjöng man sällan andra sånger än de som förekom i Valentin Babsts utgåva av Luthers psalmbok.
Psalmerna spreds snabbt till andra språkområden. Inom loppet av en generation översattes de flesta till de nordiska språken (finska något senare). De har stått sig förhållandevis bra ända in i vår tid. Tidsandan har dock ibland vänt sig mot psalmerna. Under upplysningstiden fick en tredjedel stryka på foten i Danmark och Island. Tron på förnuftet och människans förmåga undergrävde efterfrågan på det totala beroende av Kristus som Luther framhävde, och Bibeln tilläts inte på samma sätt bestämma gudstjänstlivet. I Sverige och Finland var det först på 1900-talet som man började utmönstra Lutherpsalmer i högre grad.
Genom N.F.S. Grundtvig återupplivades Luther, men samtidigt förvanskades texterna i viss mån. Grundtvigs teologi färgade av sig så att kyrkan fick en mycket större plats och upplevelsen av nöd, förnedring och död ersattes med gladare sinnesstämningar. I Finland satte 1800-talets pietism sin prägel på psalmöversättningarna med förstärkning av mörka undertoner och betoning av människans litenhet och hjälplöshet. I vår tid har man i allmänhet strävat efter att närma sig Luthers egna texter i översättningarna.
I den nu gällande svenska psalmboken är 16 bibehållna. I grannländerna rör det sig kring 20. På senare år har många dock kommit ur bruk, medan främst sånger av lättare karaktär tagit dess plats. I Finland minskade andelen Luther-psalmer i gudstjänsterna mellan 1975 och 2003 från 4,7 % till 2,1 % av det totala antalet psalmsjungningar. I Sverige utgör de endast 1,5 %. På frikyrkligt håll har man länge använt en del av Luthers psalmer; den katolska kyrkan har även övertagit flera — tio i den nuvarande svenska katolska psalmboken.
Den mest uppskattade av Luthers psalmer är Vår Gud är oss en väldig borg, av Heine kallad "reformationens Marseljäs".

## I svenska psalmböcker
För psalmer, publicerade i 1695 års psalmbok, anges hans upphov till texter med lydelsen "D. Luth", vilket syftar på hans doktorstitel.
Av psalmer han skrivit/bearbetat/översatt eller komponerat musiken till finns följande i den svenska psalmboken:
Originaltext 1986: nr 50, 51, 126, 362, 400, 431. Bearbetade texter: nr 112, 336, 387. Musik och originaltext: 32, 125, 237, 345, 467, 477, 537, därtill musik till: nr 106 (vilken också används till nr 117, 120 och 125), nr 237 (som även används till nr 477), 373 (musik) och 486.
Av dessa är åtta psalmer — nr 50, 125, 237, 362, 387, 431, 467, 537 — representerade i alla de nordiska folkkyrkornas psalmböcker.
I 1819 års psalmbok med Nya psalmer 1921 finns han representerad med följande verk: (nr 9, 17, 22, 26, 46, 62, 63, 124, 134, 135, 152, 182, 263, 303, 339, 402, 478, 535, 552 och 554).
I Luthersk psalmbok (L. Ps.) är han representerad med 35 psalmer.
- Allt arbete är ju fåfängt här (1695 nr 97) "Vergeben ist all Müde"
- Av himlens höjd jag kommen är "Vom Himmel hoch da komm ich" (1695 nr 132)
- Den ädla jungfrun är mig kär (L. Ps. nr 764)
- Then ogudachtige säger så (1695 nr 34) "Es spricht der Unweisen Mund"
- Den som efter Guds rike står
- Desse äro de tio bud (1695 nr 1, L. Ps. nr 757)) skriven okänt årtal "Dies sind die heiligen zehn Gebot"
- Dig vare lov, o Jesus Krist = Lov vare dig, o Jesu Krist (1695 nr 125, 1986 nr 431) skriven 1524
- Du Jesu Krist, min Herre kär (L. Ps. nr 808)
- Esaias såg den Allraheligste (1695 nr 118, 1937 nr 605) skriven 1526 "Jesaia dem Propheten"
- Ett barn är fött av jungfrun ren (1695 nr 146) "Uns ist geboren ein Kindlein"
- Ett barn är fött på denna dag (1986 nr 126) text och tonsättning 1529 Uns ist geboren ein Kindlein Finns på Wikisource. (med ursprung i den längre Av himlens höjd oss kommet är "Vom Himmel hoch da komm ich" (1695 nr 132) ) (1986 nr 125) och tonsättningen som används till: I dödens bojor Kristus låg (1695 nr 163, 1986 nr 467) Finns på Wikisource., Jerusalem, höj upp din röst (1819 nr 54, 1986 nr 106) Finns på Wikisource., När Jesusbarnet låg en gång (1937 nr 516, 1986 nr 117), Se natten flyr för dagens fröjd (1819 nr 56, 1986 nr 120) Finns på Wikisource.
- Fader vår som i Himlom äst (1695 nr 9) "Vater unser im Himmelreich"
- Giv folken fred, giv själen frid = Förlän oss, Gud, din helga frid (1695 nr 310, 1986 nr 594) skriven 1529
- Gud give vår Konung  (1695 nr 311) "Gib unsern König"
- Gud trefaldig, stå oss bi (1695 nr 189, 1986 nr 336) bearbetad 1524. Finns på Wikisource.
- Gud vare lovad, han som i sin godhet (1695 nr 15 & 1986 nr 400,  L. Ps. nr 791) ) skriven 1524. "Gott sei gelobet"
- Gud vare oss barmhärtig och mild (1695 nr 67) "Es woll' uns Gott genädig sein"
- Gud, vår Gud, vi lovar dig = O Gud, vi lova dig (snarast en variant av Luthers Te Deum-text som Franzén skrev) (1695 nr 7, 1986 nr 1) skriven 1529.  Finns på Wikisource.
- Gud är vår tillflykt, starkhet, borg Sionstoner 1889 nr 241 och Hemlandssånger 1891 nr 142 Finns på Wikisource.
- Gud över oss förbarmar sig (1819 nr 402, 1937 nr 497) skriven 1524
- Herre Gud Fader statt oss bi  (1695 nr 189) Gott der Vater wohn uns bei
- Herre nu låter du din tjänare fara i frid (1695 nr 115) "Herr nun läst du deinen"
- Herodes, varför rädes du (L. Ps. nr 726)
- Himmelske Fader fromme (1695 nr 11) skriven okänt årtal "O Vater aller Frommer"
- Håll oss, o Herre, vid ditt ord (L. Ps. nr 760)
- Jesus Kristus är vår hälsa (1695 nr 14, 1986 nr 387) skriven 1524 "Jesus Christus unser Heiland"
- Kom, helge Ande, Herre Gud (1695 nr 181, 1986 nr 51) skriven 1524. Finns på Wikisource.
- Kom, Skaparande, Herre god (1695 nr 180, 1986 nr 50) översatt 1524. Finns på Wikisource.
- Lovad vare Herren Israels Gud (1695 nr 114) "Gelobet sei der Herr"
- Med glädje och frid far jag (1695 nr 397) 2Mit Fried und Freud"
- Min själ prisar storligen Herren (1695 nr 113) "Meine Seel erhebet den Herrn"
- När till Jordan vår Herre drog (1921 nr 554) skriven okänt årtal
- O Fader Vår barmhärtig god (1695 nr 188) "Gott Vater aller Gütigkeit"
- O Gud, behåll oss vid ditt ord (1695 nr 295, 1921 nr 552) skriven okänt årtal, tonsättning 1542. Finns på Wikisource. Tonsättningen används också används till: Behåll oss vid ditt rena ord (1986 nr 373) tonsättning 1542
- O Gud, du som de världar ser (1986 nr 486) tonsättning 1539
- O Gud, från himlen till oss se (L. Ps. nr 758)
- O Gud vi lova dig: (1695 nr 79 "Herr Gott, dich loben wir"
- O helge Ande, dig vi ber = Dig, Helge Ande, bedja vi (1695 nr 182, 1986 nr 362) skriven 1524
- O heliga treenighet (L. Ps. nr 713) = O Helige Trefallighet (1695 nr 349) Finns på Wikisource.
- O Herre Gud av himmelrik (1695 nr 31) "Ach Gott von himmel, sich darrein"
- O Herre Gud, oss nådig var (troligen 1695, 1921 nr 535) skriven okänt årtal
- Se, Kristus låg i dödens band (L. Ps. nr 741) Finns på Wikisource.
- Så får jag nu med frid och fröjd (troligen 1695, 1937 nr 561) skriven 1524
- Säll är den man, som fruktar Gud (1695 nr 98, 1819 nr 339) skriven okänt årtal
- Uppå Gud Fader jag fast tror (1695 nr 8) skriven okänt årtal. Finns på Wikisource.
- Ur djupen ropar jag till dig = Av djupets nöd, o Gud, till dig (1695 nr 99, 1986 nr 537 & 670) text och tonsatt 1524. Finns på Wikisource.

- Var man må nu väl glädja sig (1695 nr 219, 1986 nr 345) = O gläd dig Guds församling nu (1986 nr 32) skriven 1523. Finns på Wikisource.
- Vi lova Kristus, Konungen (L. Ps. nr 720)
- Vi nu begraver denna kropp (L. Ps. nr 75, vers 7)
- Vi på jorden leva här (1695 nr 398, 1937 nr 153) skriven 1524 med Johann Walther
- Vi tror på en allsmäktig Gud (1695 nr 4, 1937 nr 26) skriven 1524
- Vår Fader, som i himlen är (1695 nr 9) skriven okänt årtal
- Vår Gud är oss en väldig borg (1695 nr 56, 1986 nr 237) text och tonsättning 1528."Ein feste Burg ist unser Gott" Finns på Wikisource. Tonsättningen används också används till: Vårt fäste i all nöd är Gud (1982 nr 828, 1986 nr 477) skriven och tonsättning 1528
- Vår Herre Krist kom till Jordan (1695 nr 12) skriven okänt årtal "Christ unser Herr zum Jordan kam"
- Världens Frälsare kom här (1695 nr 121, 1986 nr 112) översatt 1524. Finns på Wikisource.